# Liste der Monuments historiques in Colmier-le-Bas
Die Liste der Monuments historiques in Colmier-le-Bas führt die Monuments historiques in der französischen Gemeinde Colmier-le-Bas auf.

## Liste der Immobilien
| Bezeichnung         | Beschreibung | Standort                  | Kennzeichnung | Schutzstatus | Datum | Bild           |
| ------------------- | ------------ | ------------------------- | ------------- | ------------ | ----- | -------------- |
| Gallorömische Villa |              | westlich des Ortes (Lage) | PA00079292    | Inscrit      | 1990  | weitere Bilder |

## Liste der Objekte
| Bezeichnung                  | Beschreibung | Standort                        | Kennzeichnung | Schutzstatus | Datum | Bild |
| ---------------------------- | --- | ------------------------------- | ------------- | ------------ | ----- | ---- |
| Hauptaltar                   | Altartisch, Tabernakel, Retabel und Gemälde Kreuzabnahme; Holz, farbig gefasst und vergoldet, Ölfarbe auf Leinwand, 18. und 19. Jahrhundert; das Gemälde nach Daniele da Volterra | in der Kirche St-Laurent (Lage) | PM52000377    | Classé       | 1978  |      |
| Skulptur Heiliger Urban      | Holz, farbig gefasst, 18. Jahrhundert | in der Kirche St-Laurent (Lage) | PM52001735    | Inscrit      | 1978  |      |
| Skulptur Heiliger Laurentius | Holz, farbig gefasst, 18. Jahrhundert | in der Kirche St-Laurent (Lage) | PM52001736    | Inscrit      | 1978  |      |